# Аксиома
Аксиома или постулат в класическата логика е твърдение, което не е доказано, а се разглежда като самоподразбиращо се или като неизбежно произволно приемане. Твърдението се приема за вярно и служи като основа за извеждането на други дедуктивни истини.
В математиката „аксиома“ има две свързани, но различаващи се значения – на логически аксиоми и на нелогически аксиоми. И в двата смисъла аксиомата е математическо твърдение, което служи като начална точка за логическото извеждане на други твърдения. За разлика от теоремите, аксиомите не могат да бъдат изведени чрез принципите на дедукцията, нито правилността им да може да бъде демонстрирана чрез математическо доказателство, тъй като те са начални точки на дедукцията и не са логическо следствие на други твърдения.
Логическите аксиоми са твърдения, приемани за универсално истинни (например, A и B включва A), докато нелогическите аксиоми (например, a + b = b + a) са дефиниращи характеристики на дадена математическа теория (в примера – на аритметиката). Във второто значение понятието „аксиома“ е заменимо с „постулат“ или „приемане“. Нелогическите аксиоми не са самоподразбиращи се истини, а формални логически изрази, използвани за дедуцирането на определена теория. За да се аксиоматизира дадена система от знание, трябва да се покаже, че нейните твърдения могат да бъдат изведени от малко и ясно определено множество съждения – аксиоми. Обикновено има повече от един начин за аксиоматизиране на дадена математическа област.
В миналото математиците разглеждат аксиоматичната геометрия, описана от Евклид, като модел на физическото пространство, от което следва и нейната единственост. Идеята за съществуване на алтернативни математически системи е силно проблематична за математиците от 19 век, а основоположниците на системи като булевата алгебра правят големи усилия да ги изведат от традиционната аритметика. Пръв Еварист Галоа показва, че тези усилия са безсмислени. През следващите десетилетия надделява мнението, че абстрактните сходства между алгебричните системи са по-съществени от разликите в подробностите, което довежда до появата на съвременната абстрактна алгебра. Днес се приема, че е валидна всяка вътрешно съвместима система от аксиоми без да се търсят емпирични доводи за това.

## Наименование
Думата „аксиома“ идва от гръцката ἀξίωμα, отглаголно съществително, основано на глагола ἀξιόειν, означаващ „смятам за достоен“, но също и „изисквам“. От своя страна ἀξιόειν има общ корен с думата ἄξιος, която означава „намиращ се в равновесие“, а оттам и „имащ стойност (като)“, и от която произлизат понятия като „аксиология“.
„Постулат“ произлиза от латинския глагол postulare – „изисквам“. В Античността някои автори правят известно разграничение в смисъла на „аксиома“ и „постулат“, което днес е изчезнало. Така Прокъл в свой коментар към трудовете на Евклид отбелязва: „Гемин смята, че този постулат не трябва да се определя като постулат, а като аксиома, тъй като той не заявява възможността на дадена конструкция, както първите три постулата, а изразява една съществена особеност“.

## История

### Античност
Методът на логическата дедукция, при който изводите (новото познание) се извежда от предпоставки (старо познание) чрез прилагането на основателни аргументи (съждения, правила за извеждане), възниква в Древна Гърция. Той намира най-широко приложение в геометрията, която се превръща в дедуктивна система, чиито изводи се разглеждат като аналогични на фактите от природните науки. Дедуктивният метод служи за избягване на грешки и за структуриране и предаване на познанието. Класическото изложение на древногръцкия аксиоматичен метод е включено трактата „Втора аналитика“ на Аристотел, писан през 4 век пр.н.е.
В класическото разбиране аксиомата е самоподразбиращо се приемане, общо за много клонове на науката. През Античността допълнителните хипотези, които служат за основа на отделните науки, но също се приемат без доказателства, се наричат постулати и тяхната валидност се установява чрез опита. Аристотел отбелязва, че съдържанието на една наука не може да бъде успешно предадено, ако учещият се съмнява в истинността на нейните постулати.
Този подход към дедукцията е отразен в „Елементи“ на Евклид, където е даден списък от постулати (прости геометрични факти, извлечени от опита), последван от списък от „общи понятия“ (базови самоочевидни твърдения):
Постулати
1. Възможно е да се построи права от дадена точка до всяка друга точка
2. Възможно е всяка отсечка да се удължи до безкрайна права
3. Възможно е да се построи окръжност с произволен център и радиус
4. Всички прави ъгли са равни помежду си
5. Ако права пресича две прави и сборът на вътрешните ъгли с тях от една и съща страна на първата права е по-малък от два прави ъгъла, то двете прави се пресичат от тази страна на първата права.

Общи понятия
1. Неща, които са равни на дадено нещо, са също и равни помежду си
2. Ако равни неща бъдат добавени към равни неща, сборовете също са равни
3. Ако равни неща бъдат извадени от равни неща, разликите също са равни
4. Неща, които съвпадат едно с друго, са също и равни помежду си
5. Цялото е по-голямо от частта

### Съвременно развитие
От средата на 19 век математиката започва да се развива в посока на по-силна абстрактност и скъсване на зависимостта от емпирични допускания. Аксиомите вече не се разглеждат като твърдения, очевидни в опита, а математическото познание става по-общо и приложимо в множество различни контексти. Сред пионерите на тази тенденция към формализация са учени като Алесандро Падоа, Марио Пиери и Джузепе Пеано.
Тази тенденция се доразвива в структуралистката математика, довела до възникването на нови теории и аксиоми, които са напълно необвързани с конкретни емпирични приложения – теория на полетата, теория на групите, топология, теория на векторните пространства. В този контекст разграничението между аксиоми и постулати губи смисъла си. Така например не е коректно да се твърди, че аксиомите на теорията на полетата са „твърдения, смятани за истинни без доказателство“. Те са по-скоро множество от ограничения – за всяка система, оставаща в рамките на тези ограничения, са в сила широкият кръг допълнителни твърдения, които формират теорията. В съвременното разбиране множество от аксиоми е всеки набор от формални твърдения, от който по определени правила произтичат други формални твърдения и който е консистентен (без противоречия между отделните аксиоми) и нетавтологичен (никоя аксиома не е следствие на останалите аксиоми).
В началото на 20 век математиката формализира основите си до такава степен, че самите математически теории могат да бъдат разглеждани като математически обекти, а логиката – като клон на математиката. Основен принос в това развитие имат Готлоб Фреге, Бъртранд Ръсел, Анри Поанкаре, Давид Хилберт, Курт Гьодел. По това време се смята, че може би е възможно всички клонове на математиката да бъдат изведени от едно общо за тях множество съвместими изходни аксиоми. Напредък в тази насока е работата на Хилберт, който формализира евклидовата геометрия и демонстрира съвместимостта на нейните аксиоми. В по-широк контекст се правят опити за извеждане на цялата математика от теорията на множествата на Георг Кантор.
Още откриването на парадокса на Ръсел и други подобни противоречия в наивната теория на множествата поставят под съмнение възможността за пълна формализация на математиката. Решителен удар на това начинание е нанесен през 1931 година, когато Курт Гьодел демонстрира, че за всяко достатъчно голямо множество от аксиоми (например, аксиомите на Пеано) е възможно да се конструира твърдение, чиято истинност е независима от множеството от аксиоми. Следствие на това е и фактът, че съвместимостта на теория, като аритметиката на Пеано, е недоказуема в рамките на самата теория.